# Depesza GAMET

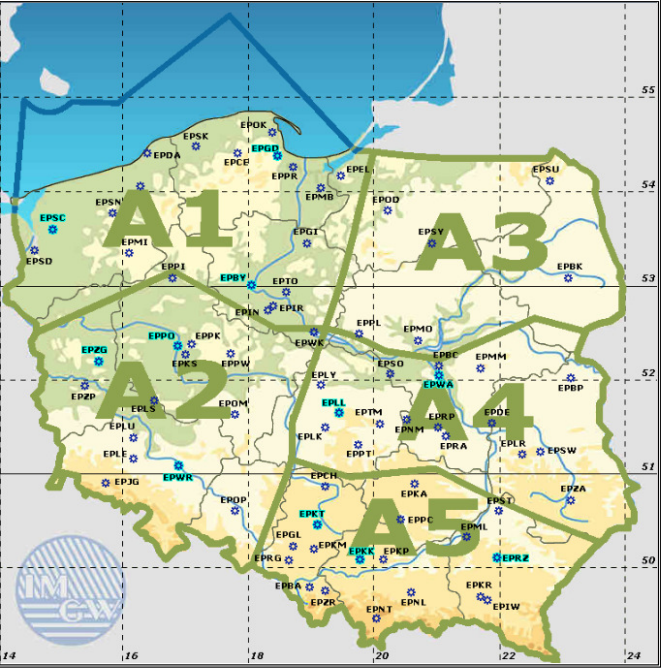
Rejony FIR na obszarze Polski

GAMET – lotnicza obszarowa prognoza meteorologiczna, która jest opracowywana w formie tekstu otwartego, z wykorzystaniem obowiązujących skrótów, przeznaczona dla lotów na małych wysokościach i dotycząca odpowiedniego rejonu informacji powietrznej.
Zawiera informacje o prognozie:
- miejsce wydania
- dla jakiego obszaru jest opracowana;
- w jakich godzinach jest ważna;
- do jakiej wysokości atmosfery sięga na danym obszarze.

GAMET jest prognozą składającą się z dwóch części:
- SECN I – w tej części znajdują się grupy niebezpiecznych zjawisk pogody mających istotny wpływ na przelot, szczególnie dla małego lotnictwa. Jeśli grupy są pominięte – oznacza to, że zjawisko nie jest prognozowane, jednak zawsze należy sprawdzić czy nie zostały wydane informacje AIRMET i/lub SIGMET.
- SECN II – w tej części znajdują się dodatkowe informacje o prognozowanej pogodzie w danym rejonie[1].

## Szablon prognozy obszarowej GAMET
Klucz:
- M – grupy włączane obowiązkowo,
- C – grupy włączone warunkowo, w zależności od warunków meteorologicznych,
- O – włączone opcjonalnie.
- = – podwójna linia oznacza, że tekst należy umieścić w linijce poniżej[2]

Prognozy GAMET w Polsce opracowywane są dla poszczególnych sektorów FIS w Warsaw FIR: A1-FIS GDAŃSK, A2-FIS POZNAŃ, A3-FIS OLSZTYN, A4-FIS OKĘCIE, A5-FIS KRAKÓW